# Titularbistum Mastaura in Asia
Mastaura in Asia (ital.: Mastaura di Asia) ist ein Titularbistum der römisch-katholischen Kirche.
Es geht zurück auf einen untergegangenen Bischofssitz in der antiken Stadt Mastaura in der kleinasiatischen Landschaft Lydien in der heutigen Türkei. Es gehörte der Kirchenprovinz Ephesos an.
| Nr. | Name                                    | Amt                                                                 | von              | bis               |
| --- | --------------------------------------- | ------------------------------------------------------------------- | ---------------- | ----------------- |
| 1   | Guido Benedetto Beck de Ramberga OFMCap | Apostolischer Vikar von Villarrica (Chile)                          | 28. März 1928    | 5. März 1958      |
| 2   | Nicolas Kinsch SCJ                      | Apostolischer Vikar von Stanleyville (Demokratische Republik Kongo) | 7. Mai 1958      | 10. November 1959 |
| 3   | Edward Jan Muszyński                    | Weihbischof in Kielce (Polen)                                       | 26. Oktober 1960 | 15. März 1968     |